# Castello di Pizzo

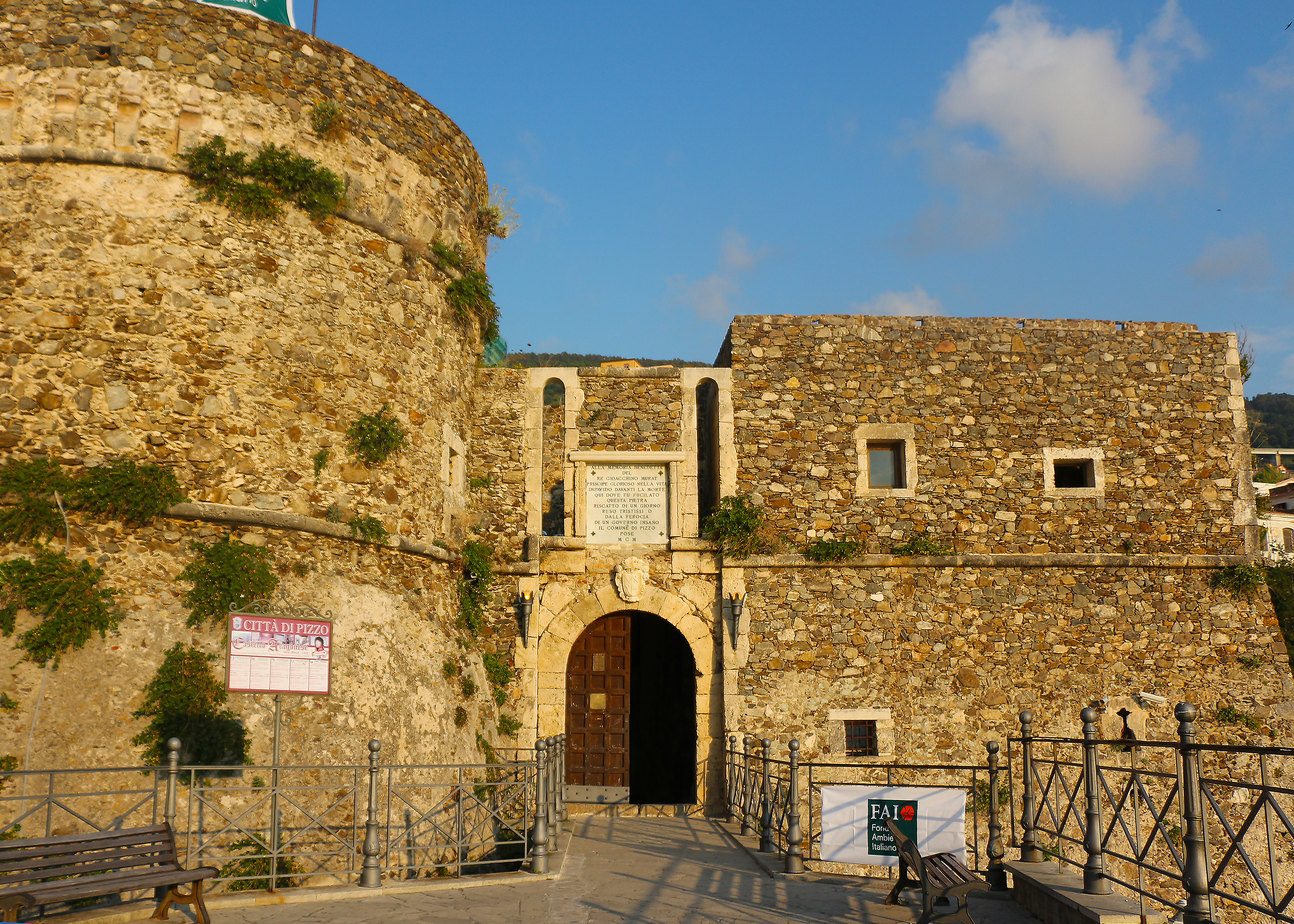
Ingresso del castello

Il castello di Pizzo si trova a Pizzo, cittadina della Calabria in provincia di Vibo Valentia, ed è noto anche come Castello Murat, in ricordo di Gioacchino Murat che nel 1815 qui venne prima imprigionato e poi fucilato il 13 ottobre dello stesso anno. Il castello è visitabile ed ospita un museo, nelle cui sale è allestita una mostra che illustra gli ultimi giorni del suo illustre prigioniero, dall'incarcerazione al processo, fino alla confessione che precedette la fucilazione, ed un frammento di una scultura di Antonio Canova, andata persa durante il passaggio di Giuseppe Garibaldi, della quale è rimasta solo la parte rappresentante un elmo.

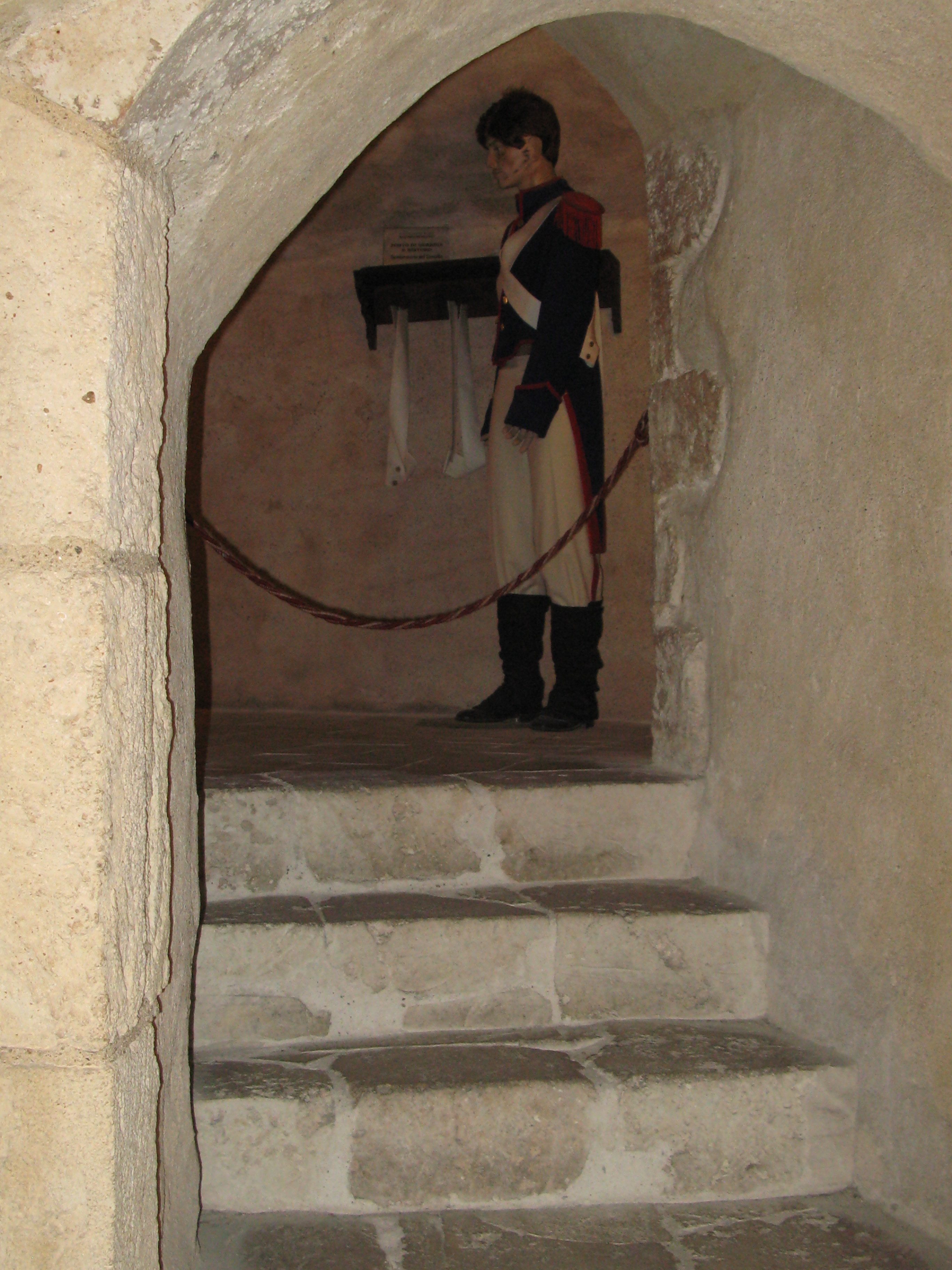
Ingresso della cella in cui venne imprigionato Gioacchino Murat

## Storia
La costruzione attuale, di forma quadrangolare, da un lato a picco sul mare e dall'altro circondata da un profondo fossato, racchiude i vari edifici costruiti nel corso del tempo. In origine era stata eretta una torre di avvistamento, detta Torre maschia e risalente alla fine del 1300, che apparteneva al sistema di Torri costiere costruito nel corso del XIV secolo per contrastare le incursioni dei pirati saraceni, pirati che regolarmente attaccavano le zone costiere del regno di Napoli durante il periodo angioino.

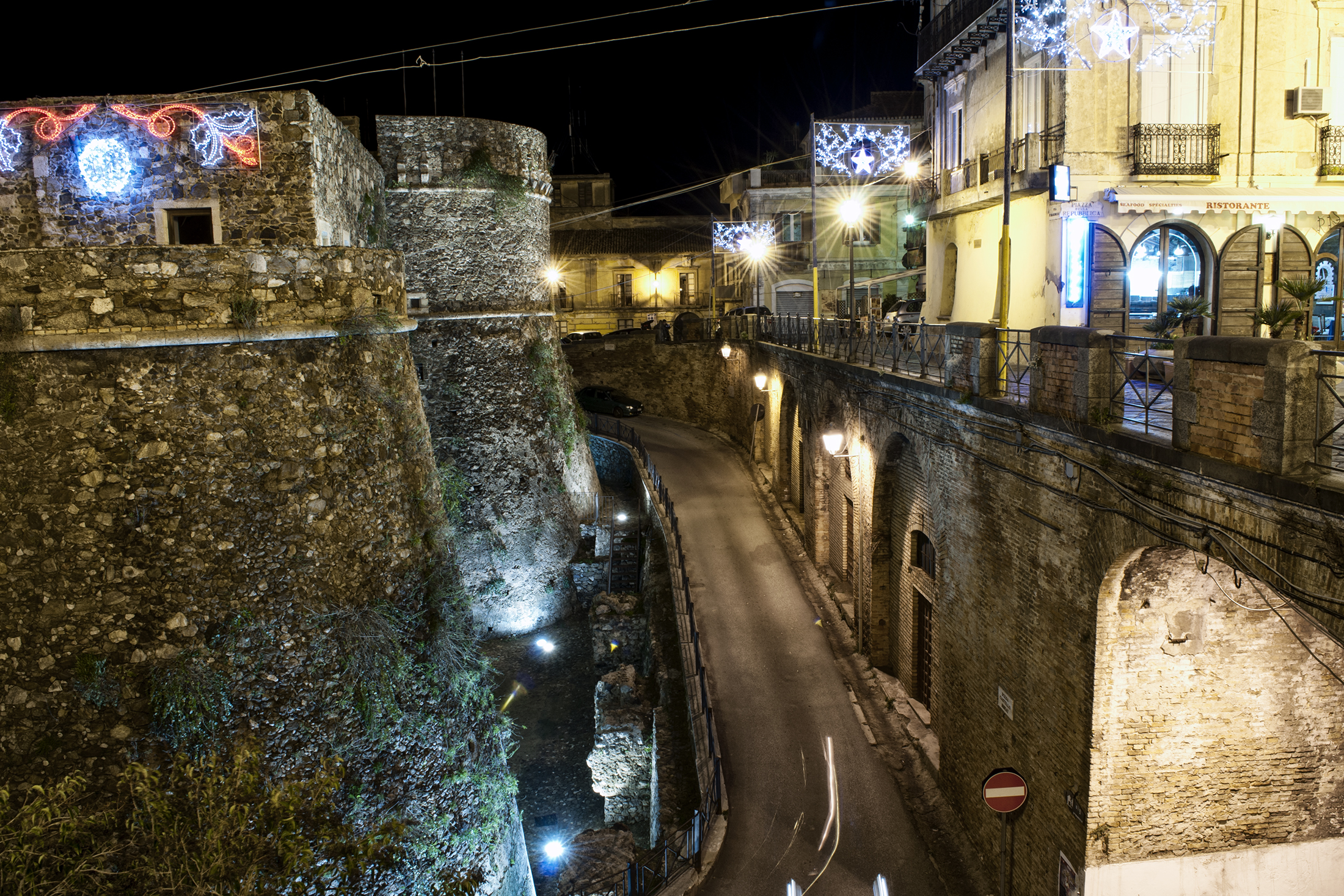
Le torri ed il fossato

Gli attacchi saraceni perdurarono anche durante il dominio aragonese, pertanto Ferdinando I di Napoli, re di Napoli, con un decreto del 12 novembre 1480 ordinò di fortificarlo ulteriormente, all'interno di un sistema di difesa che prevedeva il rafforzamento delle difese di Reggio nonché l'edificazione di altri castelli, tra i quali quello di Crotone, Cariati, Corigliano e Belvedere. Vennero quindi aggiunti alla preesistente torre angioina delle mura, un corpo centrale ed una torretta di guardia, conferendo l'aspetto attuale al maniero, al quale si accedeva tramite un ponte levatoio costruito in mezzo a due torrioni, ora sostituito da un ponte tradizionale in pietra calcarea.

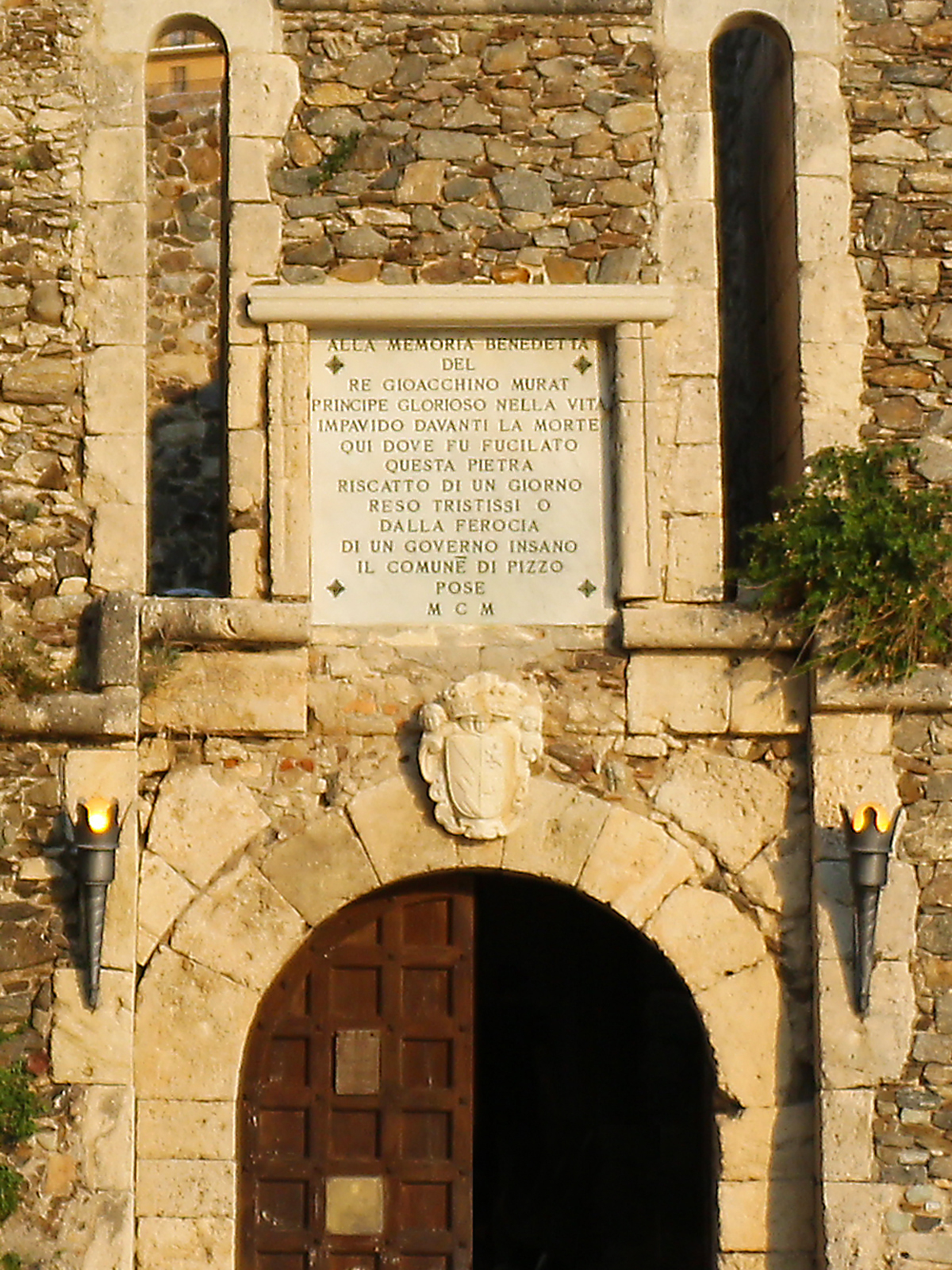
Targa commemorativa della fucilazione di Gioacchino Murat

.

## Gioacchino Murat

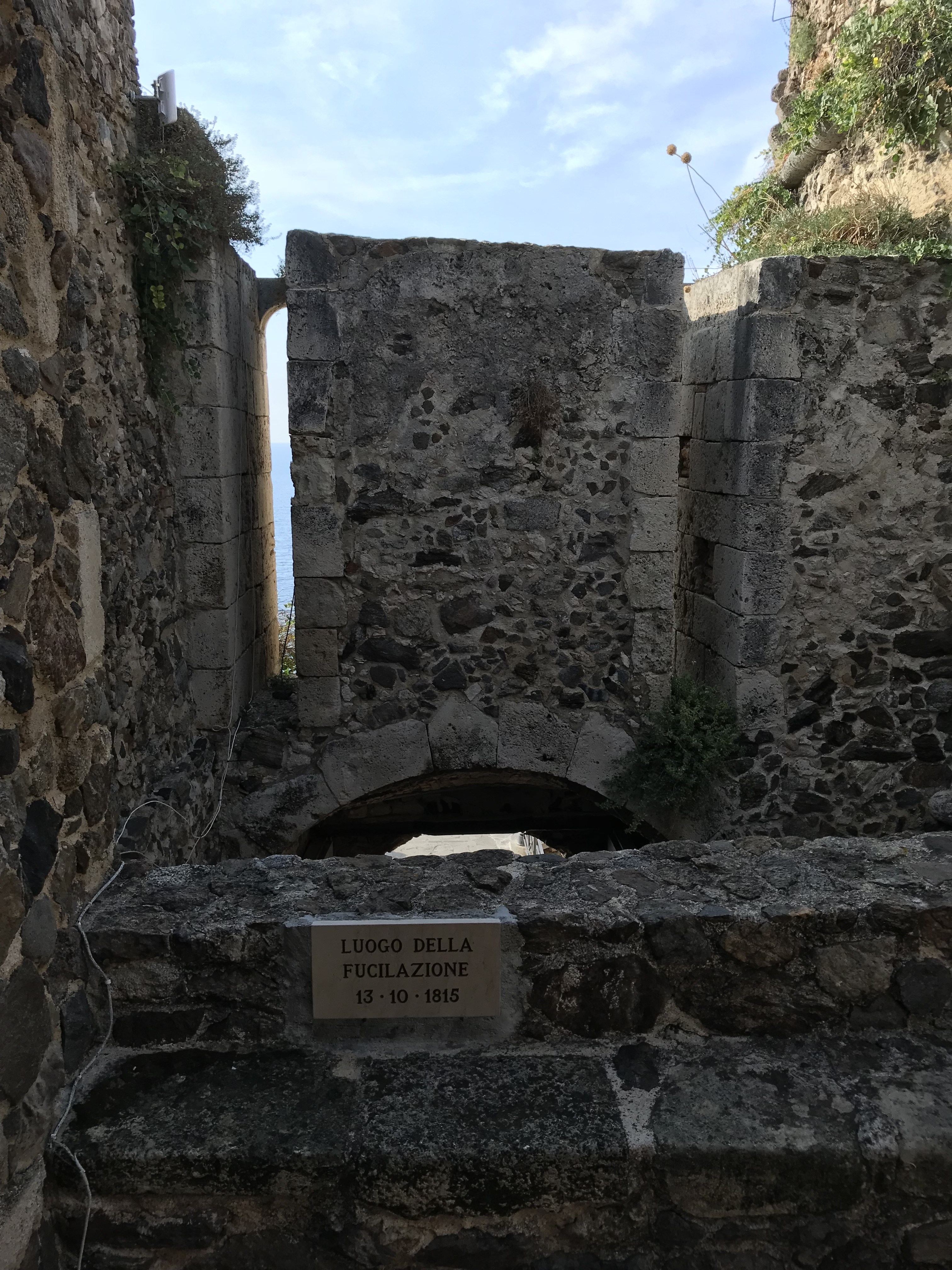
Luogo della fucilazione di Gioacchino Murat con lapide commemorativa

Dopo la disfatta napoleonica a Waterloo, Gioacchino Murat, all'epoca re di Napoli, si era riparato in Corsica per sfuggire alla taglia di quarantottomila franchi messa a disposizione dal marchese di Rivière. In Corsica, dove giunse il 25 agosto 1815, fu raggiunto da centinaia di suoi partigiani ma ben presto, stanco dell'attesa dei passaporti provenienti dall'Austria per poter raggiungere la moglie Carolina a Trieste e avendo false notizie sul malcontento dei napoletani, fu convinto a organizzare una spedizione per riprendersi il regno di Napoli. La spedizione, messa in piedi frettolosamente e forte di circa 250 uomini, partì da Ajaccio il 28 settembre 1815. Murat voleva dapprima sbarcare nei dintorni di Salerno ma, dirottato da una tempesta in Calabria e tradito dal capo battaglione Courrand, sbarcò l'8 ottobre nel porticciolo di Pizzo.
Intercettato dalla Gendarmeria borbonica al comando del capitano Trentacapilli, Murat fu da questi arrestato e fatto rinchiudere nelle carceri del castello di Pizzo dove venne raggiunto dal generale Vito Nunziante, Governatore militare delle Calabrie che voleva sincerarsi dell'identità del prigioniero. Ferdinando I, che divenne re delle Due Sicilie in seguito alla Restaurazione, nominò da Napoli una Commissione militare presiudata dal fedelissimo Vito Nunziante, al quale il re aveva ordinato di applicare la sentenza di morte in base al Codice Penale promulgato dallo stesso Gioacchino Murat e di concedere al condannato soltanto una mezz'ora di tempo per ricevere i conforti religiosi. 

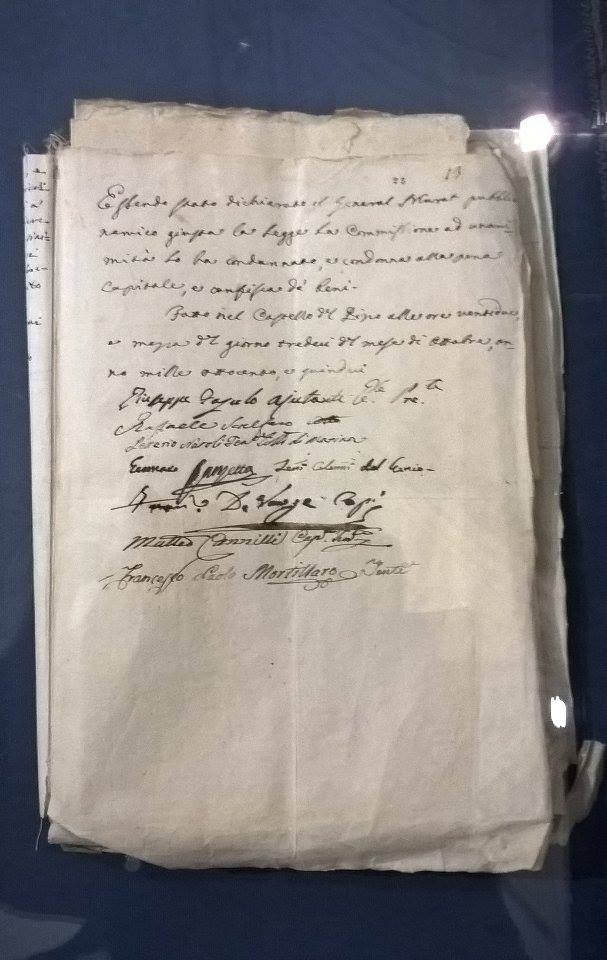
Sentenza di condanna a morte di Gioacchino Murat conservata presso l'Archivio Storico di Napoli.

Nell'ascoltare la condanna capitale Murat non si scompose. Chiese di poter scrivere in francese l'ultima lettera alla moglie e ai figli a Trieste), che consegnò a Nunziante in una busta con dentro alcune ciocche dei suoi capelli.
Volle confessarsi e comunicarsi, prima di affrontare il plotone d'esecuzione che l'attendeva, e venne fucilato nel castello il 13 ottobre 1815. Di fronte al plotone d'esecuzione si comportò con grande fermezza, rifiutando di farsi bendare. Pare che le sue ultime parole siano state:
(Gioacchino Murat)
Charles Gallois narra: «I soldati sono commossi, due colpi partono senza sfiorarlo. "Nessuna grazia! Ricominciamo! Fuoco!" Questa volta dieci colpi detonarono insieme; 6 palle lo hanno colpito. Si mantenne ritto un istante. Poi piomba al suolo fulminato.»
Il corpo venne sepolto in una fossa comune nei sotterranei della Chiesa di San Giorgio, mentre una lapide sul pavimento al centro della navata della stessa chiesa ne ricorda la sepoltura.